# Stagnicola apicina
Stagnicola apicina är en snäckart som först beskrevs av I. Lea 1838.  Stagnicola apicina ingår i släktet Stagnicola och familjen dammsnäckor. Inga underarter finns listade i Catalogue of Life.